# Сейль-Адасі
Сейль-Ада́сі — невеликий піщаний острів в Червоному морі в архіпелазі Дахлак, належить Еритреї, адміністративно відноситься до району Дахлак регіону Семіен-Кей-Бахрі.

## Географія
Розташований на захід від острова Нора-Адасі. Має овальну, видовжену з північного заходу на південний схід, форму. Довжина 870 м, ширина до 470 м. Острів з південного заходу облямований кораловими рифами.